# Valentin Loos
Valentin Loos, češki hokejist, * 13. april 1895, Češka, † 8. september 1942, Češka.
Loos je bil hokejist kluba Slavija Praga, za češkoslovaško reprezentanco pa je igral na dveh olimpijskih igrah, kjer je bil dobitnik ene bronaste medalje, in šestih evropskih prvenstvih, kjer je bil dobitnik po dveh zlatih in srebrnih ter ene bronaste medalje. Za reprezentanco je nastopil na 27-ih tekmah, na katerih je dosegel 12 golov.
Tudi njegov brat Josef je bil hokejist. 